# Batalha de Spotsylvania Court House
A Batalha da Spotsylvania Court House, às vezes mais simplesmente referida como a Batalha da Spotsylvania (ou a ortografia do século XIX Spottsylvania), foi a segunda grande batalha entre o tenente-general Ulysses S. Grant e o major-general George G. Meade Campanha terrestre de 1864 da Guerra Civil Americana. Após a sangrenta, mas inconclusiva Batalha do Deserto, o exército de Grant se desvinculou do exército do general confederado Robert E. Lee e mudou-se para o sudeste, tentando atrair Lee para a batalha sob condições mais favoráveis. Elementos do exército de Lee venceram o Exército da União para a encruzilhada crítica do Tribunal de Spotsylvania no condado de Spotsylvania, Virgínia, e começou a se entrincheirar. Os combates ocorreram de 8 a 21 de maio de 1864, quando Grant tentou vários esquemas para quebrar a linha confederada. No final, a batalha foi taticamente inconclusiva, mas ambos os lados declararam vitória. A Confederação declarou vitória porque conseguiu manter suas defesas. Os Estados Unidos declararam vitória porque a ofensiva federal continuou e o exército de Lee sofreu perdas que não puderam ser substituídas. Com quase 32 000 baixas em ambos os lados, Spotsylvania foi a batalha mais cara da campanha.
Em 8 de maio, os maiores generais da União. Gouverneur K. Warren e John Sedgwick tentaram sem sucesso desalojar os confederados sob o comando do major-general Richard H. Anderson de Laurel Hill, uma posição que os estava bloqueando do Spotsylvania Court House. Em 10 de maio, Grant ordenou ataques em toda a linha de terraplanagem da Confederação, que agora se estendia por mais de 6,4 km, incluindo um saliente proeminente conhecido como Mule Shoe. Embora as tropas da União tenham falhado novamente em Laurel Hill, uma tentativa de assalto inovadora do Coronel Emory Upton contra o Mule Shoe mostrou-se promissora.
Grant usou a técnica de assalto de Upton em uma escala muito maior em 12 de maio, quando ordenou que os 15 000 homens do corpo do major-general Winfield Scott Hancock atacassem a Mule Shoe. Hancock foi inicialmente bem sucedido, mas a liderança confederada se reuniu e repeliu sua incursão. Os ataques do major-general Horatio Wright na borda oeste da Mule Shoe, que ficou conhecida como "Bloody Angle", envolveram quase 24 horas de luta corpo a corpo desesperada, algumas das mais intensas da Guerra Civil. Os ataques de apoio de Warren e do major-general Ambrose Burnside não tiveram sucesso.
Grant reposicionou suas linhas em outra tentativa de engajar Lee em condições mais favoráveis e lançou um ataque final por Hancock em 18 de maio, que não fez nenhum progresso. Um reconhecimento em vigor pelo tenente-general confederado Richard S. Ewell na fazenda Harris em 19 de maio foi um fracasso caro e inútil. Em 21 de maio, Grant se desvinculou do Exército Confederado e começou a sudeste em outra manobra para virar o flanco direito de Lee, enquanto a Campanha Overland continuava e levava à Batalha de North Anna.